# Ras al-Ajn (Maroko)
Ras al-Ajn – miasto w Maroku, w regionie Asz-Szawija-Wardigha. W 2004 roku miasto liczyło 3638 mieszkańców.